# Nuevos Dioses
Los Nuevos Dioses (New Gods) son un grupo de personajes ficticios del Universo DC, una raza extraterrestre que aparecía en la serie de cómics del mismo nombre publicada por DC Comics, así como otros títulos selectos de DC. Fueron creados y diseñados por Jack Kirby y aparecieron por primera vez en febrero de 1971 en New Gods #1.
Los Nuevos Dioses son una raza antigua que posee un poder prodigioso y una tecnología superior. Cada dios tiene el mismo poder que uno de los superhéroes de la Tierra. También son una raza atrapada en una guerra perpetua. Los Nuevos Dioses de Nueva Génesis, gobernados por Highfather, son devotos de la paz y el orden, pero están en constante y amargo conflicto con sus belicosos hermanos del infernal Apokolips, gobernado por el poderoso tirano Darkseid.

## Desarrollo
Los personajes asociados a los Nuevos Dioses suelen denominarse colectivamente como el «Cuarto Mundo» de Jack Kirby. Descontento con Marvel Comics en aquel momento, ya que había creado o cocreado una plétora de personajes sin recibir derechos de autor ni control creativo sobre ellos, se dirigió a la editorial rival DC Comics, con sus bocetos y diseños para un nuevo grupo de héroes y villanos. Como describió el escritor Marc Flores, bajo el seudónimo de Ronin Ro:
La idea de los Nuevos Dioses se le había ocurrido a Jack años antes, cuando estaba escribiendo la trama del 90% de las historias de «Cuentos de Asgard» en Thor. Quería tener dos planetas en guerra y terminar con el Ragnarok, la batalla que acabaría con el lucrativo panteón de Thor. En cambio, probó la idea en sus historias de los Inhumans. Ahora la presentaba en su contexto original. Aunque nunca lo dijo públicamente, las revistas de los Nuevos Dioses empezaron justo después de que los dioses en Thor se mataran unos a otros. La primera página de Orion of the New Gods mostraba las mismas escenas de Thor: un planeta partido por la mitad y dioses con armaduras sosteniendo espadas y muriendo en un campo de batalla ardiente.
Kirby dio inicio al «Cuarto Mundo» en Superman's Pal Jimmy Olsen #133 (octubre de 1970). Los Nuevos Dioses aparecieron por primera vez en New Gods #1 (febrero-marzo de 1971) y Forever People #1 (febrero-marzo de 1971). Otro título del «Cuarto Mundo», Mister Miracle, apareció en abril de 1971. Varios Nuevos Dioses, en especial Darkseid, interactuaron con otros habitantes del Universo DC.
New Gods n.º 1 marca la primera aparición de Orión, Highfather y Metrón, entre otros. La secuencia inicial alude a la presencia de los «Antiguos Dioses» y los «Nuevos Dioses» (por ejemplo, «Llegó un momento en que los Viejos Dioses murieron...»). Simultáneamente se publicaron las series Forever People y Mister Miracle, también escritas y dibujadas por Kirby.

## Historia
La historia de los Nuevos Dioses comienza en un pasado lejano, en un plano inalcanzable separado del resto del universo. Allí, un planeta primordial llamado Urgrund (en alemán, «tierra primigenia») estaba gobernado por los salvajes y caprichosos Antiguos Dioses (los dioses de la mitología clásica), que se deleitaban en el caos, mientras que los seres menores que habrían de ser conocidos posteriormente como los Nuevos Dioses intentaban rebuscarse la vida en medio de ese caos.
Uno de estos seres menores, llamado Uxas, sentía un odio ardiente contra los Antiguos Dioses y lideró una guerra contra ellos, el Ragnarok. Los Antiguos Dioses fueron asesinados, y el planeta se dividió y se convirtió en dos planetas separados, unidos para siempre, pero completamente diferentes, Nuevo Génesis y Apokolips. Entonces estalló otra guerra entre el malvado Uxas, quien más tarde sería conocido como Darkseid, y su bondadoso hermano Izaya, que se convertiría en el Highfather (Alto padre).
Izaya y su gente construyeron con el tiempo una ciudad utópica, Supertown (construida para no perjudicar la fertilidad de su planeta), que flota sobre Nueva Génesis, mientras que Darkseid y sus secuaces crearon el mundo infernal de Apokolips, un lugar donde solo reina el caos. Los últimos partieron en busca de nuevos mundos que conquistar. La paz se estableció entre ambas facciones cuando Highfather y Darkseid intercambiaron hijos: Orión fue criado en Nueva Génesis, mientras que Scot (que se convertiría en Mr. Miracle) fue encarcelado en las Fosas de Esclavos de Apokolips.
Ambos mundos existen fuera del Multiverso DC, lo que significa que el Apokolips de Tierra Prima es el mismo que el de Tierra-2. Así que cuando las fuerzas de Apokolips atacaron Tierra-2, eran las mismas fuerzas que invaden Tierra Prima posteriormente en la serie «Darkseid War». Sin embargo, como existen fuera del Multiverso, necesitan una forma especial de transporte para llegar hasta cada mundo, los llamados «tubos boom», portales de viaje extradimensional.
La crueldad y la opresión son una forma de vida en Apokolips. En la base de la jerarquía están los Lowlies (Humildes) y los Perros de Peste, que trabajan en los Campos de Esclavitud o son lanzados a los Pozos de Fuego que alimentan las forjas y fábricas de municiones de Apokolips. Por encima de ellos están los temidos Parademons, monstruos genéticamente diseñados criados sólo para la guerra, y por encima de los Parademons se encuentran los varios secuaces de Darkseid, que compiten por el favor de su amo. Entre ellos están el general Steppenwolf, el interrogador DeSaad y el hijo guerrero de Darkseid, Kalibak.
Las hordas de Apokolips viajan a menudo por el espacio, conquistando y consumiendo mundos: Tierra-2 fue uno de los que sufrió este destino. Los héroes de Tierra-2 rechazaron un ataque de las fuerzas de Apokolips, lideradas por Steppenwolf, pero cinco años después, el propio Darkseid comandó sus hordas y Tierra-2 fue finalmente consumida por Apokolips.
Los Nuevos Dioses de Nueva Génesis son más pacíficos en sus interacciones con otros mundos, creen que su propósito es guiar a las razas inferiores lejos de la oscuridad y difundir la paz y la armonía. Sus héroes viajan para luchar contra el mal, y han establecido proyectos de investigación en otros mundos para extender los beneficios de su avanzada ciencia. Sin embargo, los habitantes de Nueva Génesis no son inmunes al orgullo y la arrogancia: mientras buscaba el secreto de la legendaria Ecuación de la Vida, Highfather inició sin querer una guerra devastadora con los distintos Lantern Corps.
Recientemente, el Muro de la Fuente que separa el espacio conocido de poderosas fuerzas encerradas más allá de sus límites fue perforado y luego se hizo añicos. Nueva Génesis y Apokolips desaparecieron, y los Nuevos Dioses se sintieron llamados a la Fuente misma. Orión y Darkseid evitaron esto.
Mediante la manipulación de un grupo de héroes informalmente llamado la Liga de la Justicia Odisea, y usando un dispositivo creado por Epoch, Darkseid vio a Apokolips nacer de nuevo, en el reino fuera de dimensiones llamado la Esfera de los Dioses. Cualquier renacimiento de Nueva Génesis está por verse.

## Miembros de Nuevos Dioses
- Highfather (Alto Padre), Su verdadero nombre es Izaya. Es el dios principal de Nuevo Génesis, quien ha peleado lo suficiente como para merecer el nombre de líder en su planeta. Después de la traición de Ares, es muerto en combate.
- Scott Free, hijo de Highfather, hijo adoptivo de Darkseid, fue intercambiado entre estos dos, se convirtió en maestro del escapismo, posteriormente fue heredero y líder directo de los dioses de Nuevo Génesis.
- Orión, hijo de Darkseid, hijo adoptivo del Highfather, víctima del intercambio entre estos dos, defensor principal de Nuevo Génesis quien ha llegado a pelear en contra de su mismo padre.
- Big Barda, esposa de Scott Free, es una guerrera forjada en Apokolips, posteriormente ayuda a escapar a Scott free del planeta y se enamoran.
- Kalibak, medio hermano de Orión, es la destrucción en carne propia.
- Lightray, amigo de Orión, un digno adversario que lucha a favor de Highfather.
- Darkseid, amo de Apokolips, quien tiene gran interés en la Tierra para encontrar la forma de la Ecuación de la Anti-Vida para hacerse amo de todo el universo.
- Takion, quien es la encarnación de la fuente y el puente entre esta y los Nuevos Dioses.

## Poderes y Habilidades
Los seres de Nuevo Génesis y Apokolips se llaman a sí mismos dioses, viviendo fuera del tiempo y el espacio normal en un reino conocido como el Cuarto Mundo. Debido a su proximidad a la Fuente, una energía primigenia que se cree que es uno de los últimos fundamentos de la Expresión Universal, estos Nuevos Dioses han evolucionado en seres superiores genéticamente estables de perfección evolutiva.
Todos los Nuevos Dioses poseen habilidades sobrehumanas de varios tipos y en diferentes grados. Estos poderes incluyen la manipulación de la energía, omnisciencia, super velocidad, telequinesis, control mental, teletransportación, electromagnetismo, intangibilidad, vuelo, telepatía, entre otros. Su fisiología avanzada les garantiza fuerza, resistencia, reflejos, invulnerabilidad y velocidad sobrehumanas. Los habitantes de Nuevo Génesis y Apokolips también son inmortales y están dotados de una inteligencia superior a la del Homo sapiens. Además, ambos mundos poseen la tecnología más avanzada en el universo.
A pesar de su inmortalidad, los Nuevos Dioses son vulnerables a una sustancia llamada Radión. Su fuente es desconocida y sus efectos son tóxicos sólo en cantidades sostenidas o tras una exposición explosiva. El Nuevo Dios promedio puede morir al recibir una dosis de radión de una pistola o una bomba de radión.
La guionista Rachel Pollack introdujo la idea en «El sacrificio de los dioses», en 1996, de que los Nuevos Dioses eran de hecho gigantes y que el Tubo Boom los encogía cuando viajaban al tiempo y el espacio normales, o agrandaba a los seres que viajaban al reino del Cuarto Mundo. Por ejemplo, si Superman viajara a Apokolips por sus propios medios, sería una miniatura en comparación con los Nuevos Dioses. Orión comentó que «la Tierra no es más que una mota en una bolsa de aire» y que el universo de Nueva Génesis es el «mundo real». Proporcionalmente, planetas enteros no parecen más grandes que pelotas de golf.

## En otros medios

### Película
- Los Nuevos Dioses malvados se mencionan a lo largo de Batman v Superman: Dawn of Justice (2016), aunque el único vistazo directo de uno de ellos es a través de una escena incluida en la edición extendida de la película Ultimate Edition. Durante la escena, Alexander "Lex" Luthor se comunica con Steppenwolf mediante el uso de tecnología alienígena de la nave espacial kryptoniana del General Zod en cuarentena.
- Los Nuevos Dioses ocupan un lugar destacado en Liga de la Justicia (2017), siendo el principal antagonista Steppenwolf (interpretado por Ciarán Hinds), líder militante bajo su sobrino y líder despiadado Darkseid. Exiliado de Apokolips, Steppenwolf invade la Tierra al mando de un ejército de Parademonios, cazando las tres Cajas Madre ubicadas allí. Las Cajas Madre están escondidas entre las fuerzas unidas de la Tierra, ubicadas en Atlantis, Themyscira y por la humanidad. Cyborg se crea con la ayuda de una Caja Madre y tiene una conexión con su poder.[13]
- Una futura película de acción en vivo de Nuevos Dioses estuvo en desarrollo pero al final el proyecto fue cancelado. En marzo de 2018, Ava DuVernay (que dirigió Selma y A Wrinkle in Time) firmó para dirigir Nuevos Dioses con un guion escrito por Kario Salem.[14][15] El 29 de mayo de 2019, DuVernay anunció que ella y Tom King coescribirán la película.[16] En julio de 2019, se confirmó que Darkseid será el principal antagonista de la película y contará con las Furias Femeninas de Apokolips.[17] En mayo de 2020, DuVernay anunció en su cuenta de Twitter que están trabajando en el cuarto borrador del guion que presenta a All-Widow.[18] Todo este desarrollo del film, fue finalmente cancelado por los estudios Warner.
- En la saga Star Wars de George Lucas tiene influencias notables de los Nuevos Dioses. En una cena de 1972 que incluyó al escritor / editor de cómics Roy Thomas y al dueño de la tienda de cómics Ed Summer, George Lucas contó su historia para Star Wars, después de lo cual Roy Thomas notó que sonaba muy similar a los Nuevos Dioses de Jack Kirby.[19]
- Un universo alternativo de Nuevos Dioses, la versión de Bekka como Wonder Woman aparece en la película animada Liga de la Justicia: Dioses y monstruos.

### Televisión
- A mediados de la década de 1980, Darkseid, Kalibak, Desaad y el planeta Apokolips aparecieron en las dos últimas encarnaciones de la serie animada Súper amigos, titulada Super Friends: The Legendary Super Powers Show y The Super Powers Team: Galactic Guardians. Nuevo Génesis y sus residentes no aparecieron y no fueron mencionados.
- Varios personajes de Nuevos Dioses han aparecido en el Universo animado de DC moderno, con Kalibak, Darkseid y los personajes del Cuarto Mundo haciendo su aparición inicial en Superman: la serie animada. Aparecerían en varios episodios de esa serie, así como en Liga de la Justicia y Liga de la Justicia Ilimitada.
- Darkseid, Kalibak, Abuela Bondad y los otros seguidores de Darkseid aparecen en Batman: The Brave and the Bold. Lashina y Stompa también aparecen, pero como luchadoras empleadas por Mongal en lugar de sirvientas de Darkseid.
- Muchos de los personajes de Nuevos Dioses, como Darkseid, Abuela Bondad, Desaad y Godfrey, aparecen en la última temporada de Smallville. También se mencionan a Orión y Highfather.
- La Forever People, Desaad, New Genesis y Apokolips aparecen en el episodio de Young Justice, "Disordered". Se alude a Darkseid, pero no se menciona por su nombre y no aparece en pantalla hasta el episodio final "Endgame". G. Gordon Godfrey es un personaje recurrente a lo largo de la segunda temporada: "Invasión". Apokolips, New Genesis, Darkseid y Abuela Bondad, juegan un papel destacado en la tercera temporada: Outsiders, con otros nuevos dioses (como Metron) que aparecen en varios episodios.

### Videojuegos
- Varios personajes de Nuevo Dios aparecen en DC Universe Online, incluidos Sr. Milagro, Big Barda, Kalibak, Mantis, Orión, Lightray, Steppenwolf, Darkseid, su hija de New God / Amazon Grail, Abuela Bondad y sus Furias Femeninas de Apokolips: Stompa, Lashina, Mad Harriet, junto con varios Bugs y Parademonios. Nuevo Génesis es un área de mundo abierto, con dos instancias en Apokolips.